# Бурбевел
Бурбевел (фр. Bourbévelle) насеље је и општина у источној Француској у региону Франш-Конте, у департману Горња Саона која припада префектури Везул.
По подацима из 2011. године у општини је живело 81 становника, а густина насељености је износила 15,08 становника/km². Општина се простире на површини од 5,37 km². Налази се на средњој надморској висини од 220 метара (максималној 315 m, а минималној 222 m).

## Демографија
| 1962. | 1968. | 1975. | 1982. | 1990. | 1999. | 2011. |
| ----- | ----- | ----- | ----- | ----- | ----- | ----- |
| 127   | 138   | 143   | 119   | 97    | 80    | 81    |

График промене броја становника у току последњих година